# Phosphor tribromide
Phosphor tribromide là hợp chất vô cơ có công thức PBr3. Đây là một chất lỏng không màu mà bốc khói trong không khí ẩm do thủy phân và có mùi thâm nhập mạnh. Nó được sử dụng trong phòng thí nghiệm để chuyển đổi rượu thành alkyl bromide.

## Điều chế
PBr3 được điều chế bằng cách cho phosphor đỏ dư phản ứng với brom. Phosphor dư thừa được sử dụng để ngăn ngừa sự hình thành PBr5:
2 P + 3 Br2 → 2 PBr3
Bởi vì phản ứng này có tính tỏa nhiệt cao, nó thường được tiến hành với sự có mặt của một chất pha loãng như PBr3.

## Phản ứng
Phosphor tribromide tương tự như như PCl3 và PF3, có cả hai tính chất của một base và một acid.
Phản ứng quan trọng nhất của PBr3 là với alcohol, nơi nó thay thế một nhóm OH bằng một nguyên tử brom để tạo ra một alkyl bromide. Cả ba bromide đều có thể được chuyển.
PBr3 + 3 ROH → 3 RBr + HP(O)(OH)2
Cơ chế liên quan đến việc hình thành một phosphor este, sau đó là một sự thay thế SN2.
Do bước thay thế SN2, phản ứng này thường hoạt động tốt đối với các alcohol bâc một và bậc hai, nhưng không thành công đối với alcohol bậc ba.
Trong một phản ứng tương tự, PBr3 cũng chuyển acid cacboxylic thành acyl bromide:
PBr3 + 3 RCOOH → 3 RCOBr + HP(O)(OH)2

## Ứng dụng
Việc sử dụng chủ yếu cho Phosphor tribromide là để chuyển đổi alcohol bậc một hoặc bậc hai thành alkyl bromide. PBr3 thường cho năng suất cao hơn acid hydrobromic và nó tránh được các vấn đề về sắp xếp lại cation cacbon - ví dụ ngay cả neopentyl bromide có thể được tạo ra từ alcohol với năng suất 60%.
Một ứng dụng khác của PBr3 là làm chất xúc tác cho sự α-brom hóa của các acid cacboxylic. Mặc dù acyl bromide hiếm khi được sử dụng so với acyl chloride, chúng được sử dụng làm chất trung gian trong halogen hóa Hell-Volhard-Zelinsky. Ban đầu, PBr3 phản ứng với acid carboxylic để hình thành acyl bromide. Quá trình tổng thể có thể được biểu diễn dưới dạng:
Trên quy mô thương mại, Phosphor tribromide được sử dụng trong sản xuất dược phẩm như alprazolam, methohexital và fenoprofen. Nó cũng là một tác nhân ngăn chặn hỏa hoạn tiềm năng được quảng cáo dưới tên PhostrEx.

## Thận trọng
PBr3 là chất độc và phản ứng dữ dội với nước và alcohol.
Trong các phản ứng tạo ra acid phosphorric, nó như một sản phẩm phụ, khi làm việc bằng chưng cất, phải biết rằng chất này có thể phân hủy ở khoảng trên 160 °C để tạo ra phosphin có thể gây nổ khi tiếp xúc với không khí.